# Villaverde-Mogina
Villaverde-Mogina est une commune d'Espagne dans la communauté autonome de Castille-et-León, province de Burgos. Elle s'étend sur 13,55 km2 et comptait environ 82 habitants en 2011.